# 愛知電気鉄道電5形電車

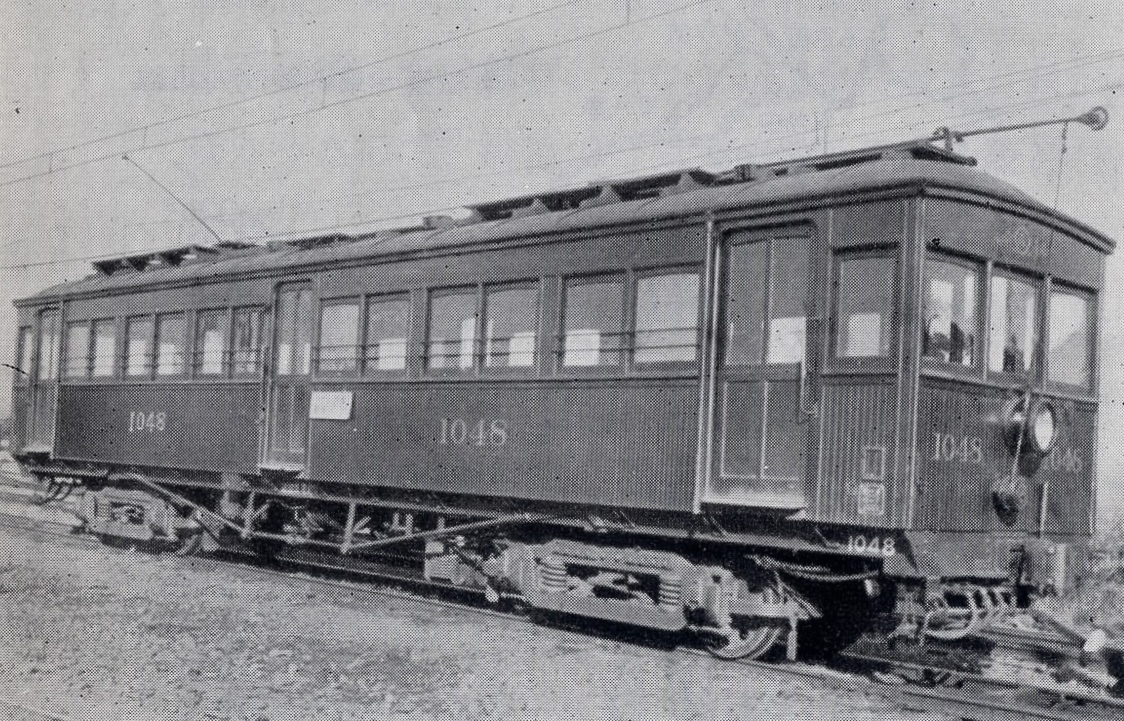
電5形1048

愛知電気鉄道電5形電車（あいちでんきてつどうでん5がたでんしゃ）は、愛知電気鉄道（愛電）が新製した通勤形電車。デハ1040形とも称する。後年愛電と名岐鉄道が合併し名古屋鉄道（名鉄）が設立されたことに伴い、モ1040形と改称された。

## 沿革
1922年（大正11年）に日本車輌製造で8両（デハ1040～1044、1046～1048）が製造された、全長15.062m。600V区間用車両であった。
1935年（昭和10年）、名岐鉄道と愛知電気鉄道が合併し名古屋鉄道となると同社の車両となり、1941年（昭和16年）の形式称号改訂によりデハ1040形はモ1040形に改称する。
1948年（昭和23年）に電装解除され、ク2040形（2041～2048）になり1500V区間用となる。
1958年（昭和33年）、5両（2044～2048）が鋼体化されて
ク2700形（2710～2714）となる。残り3両のうち1両（2043）が廃車され、2両（2041・2042）はニセスチール化（車体は2047・2045を使用）、600V化され、瀬戸線に移り、1965年（昭和40年）に揖斐線に移る。
1966年（昭和41年）2月に2041が廃車される、11月に2042は北恵那鉄道に譲渡されク551に改称される。北恵那鉄道では同時期に譲渡されたモ560形と連結して使用され、1978年（昭和53年）の北恵那鉄道線の廃止まで使用された。
ク2700形となった車両のうち、2712～2714は高松琴平電気鉄道に譲渡され、1020形となり、2004年（平成16年）まで使用された。

## 主要諸元
- 全長：15,062mm
- 全幅：2,642mm
- 全高：4,077mm
- 自重：26.61ｔ
- 定員（座席）：100（0）[注釈 2]
- 台車：ブリル27MCB-2[注釈 3]

## 附2形・附2荷形
附2形は電5形と同型の制御車で、1923年（大正12年）に10両が製造された。
1927年（昭和2年）の形式称号改定でサハ2000形となるが、それ以前に荷物室が増設されていた2009・2010の2両は附2荷形に改称されており、形式称号改定ではサハニ2030形（2030・2031）となった。一方、サハ2006・2004の2両は改定後に郵便合造車となり、サハユ2010形（2010・2011）となっている。1941年の改番でそれぞれク2000形、クユ2010形、クニ2030形となるが、戦後はクニ2030形は荷物室が撤去され、クユ2010形も郵便車として使用しなくなったことからいずれもク2000形に統合されている。
ク2010・2011は1959（昭和34年）年、他は1964年（昭和39年）まで運用された。